# 錫蓋特聖米克洛什區

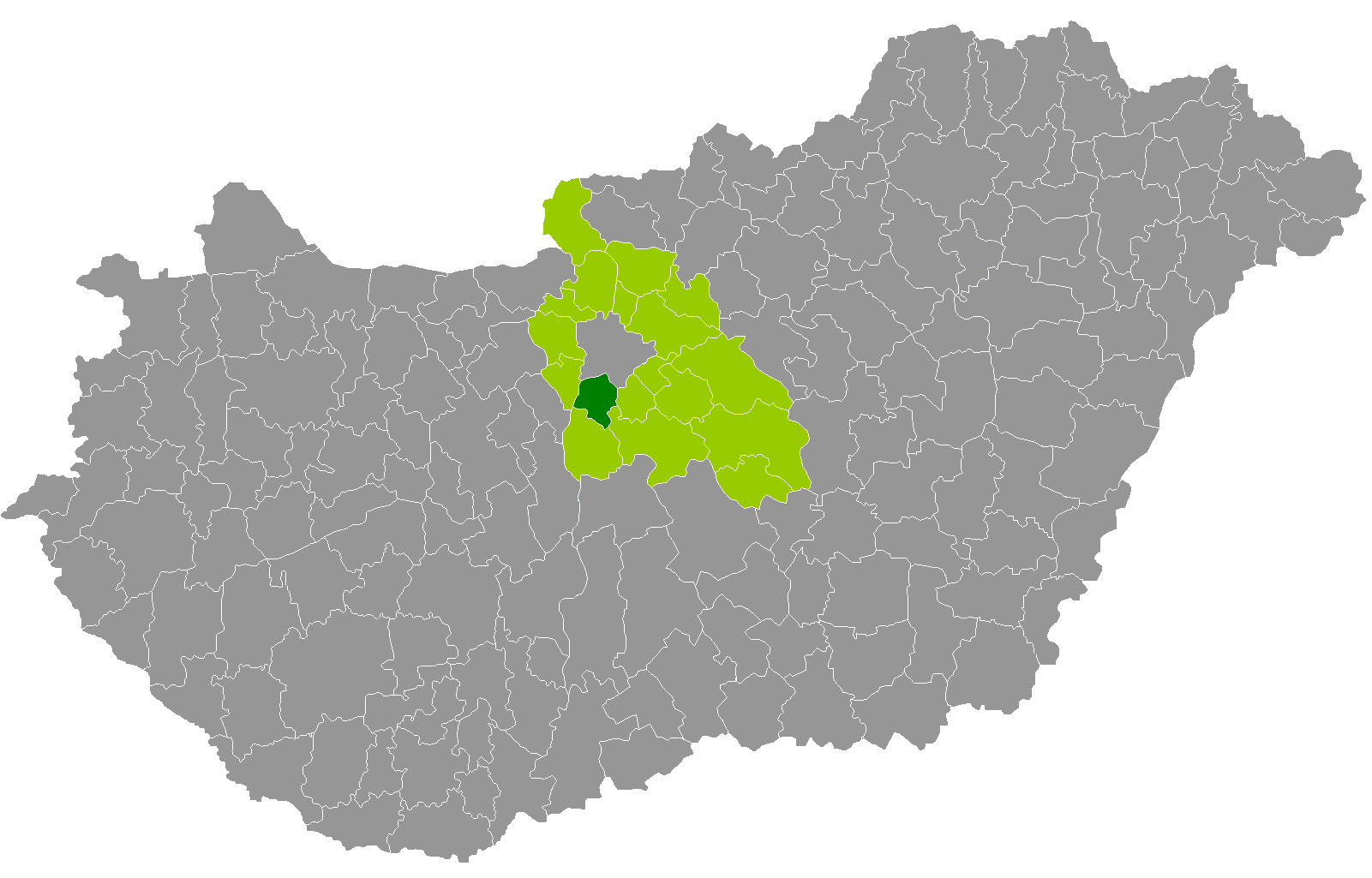

錫蓋特聖米克洛什區（匈牙利語：Szigetszentmiklósi járás），是匈牙利的一個區，位於該國北部，由佩斯州負責管轄，首府設於錫蓋特聖米克洛什，面積211平方公里，2011年人口110,448，人口密度每平方公里523人。

## 市镇
錫蓋特聖米克洛什區包含6个城镇、一个大村和两个村庄。